# 周虎
周虎（1170年—1231年），漫塘集　巻三十二  故馬帥周防禦壙誌字叔子，平江府常熟县（今江苏苏州常熟）人，原籍泗州临淮县（今江苏宿迁市泗洪县临淮镇），宋宁宗庆元二年丙辰科武状元。开禧二年（1206年），以劣势兵力固守和州，重创金兵。逝世后葬于常熟市虞山西麓山居湾。